# سنور جيفري
سنور جيفري (الاسم العلمي: Leopardus geoffroyi) هو حيوان ثديي من فصيلة السنوريات ومن الفُصيلة القطية ومن جنس القط النمري، يعيش في أمريكا الجنوبية (من بوليفيا إلى باتاغونيا). سمي على اسم العالم الفرنسي إيتيان جوفروا سانت ايلار.